# Шапошников, Николай Александрович (математик)
Никола́й Алекса́ндрович Ша́пошников (23 марта [4 апреля] 1851, Курск — 24 февраля 1920, Екатеринодар) — русский математик, автор учебников для средней и высшей школы, крупнейший методист-преподаватель XIX века.

## Биография

### Происхождение
Родился 23 марта (4 апреля) 1851 года в Курске в семье чиновника губернской судебной палаты. По рождению принадлежал к сословию потомственных почётных граждан.
- Отец — Александр Антонович Шапошников (15 февраля 1819 года, Нежин, Черниговская губерния — 5 июля 1885 года, с. Горбово-Мосальское, Рузский уезд, Московская губерния). Происходил из купцов г. Калуги, выслужил личное дворянство на статской службе. Его отец Антон Галактионович, дед Галактион Васильевич и прадед Василий Корнеевич Шапочниковы были купцами калужской Благовещенской слободы, другой прадед, Пётр Парфёнов — священником калужской церкви Михаила Архангела, «что в Старом Острогу». Окончил в Нежине Александровское греческое училище и в 1845 году Юридический лицей князя А. А. Безбородко, до 1849 г. служил в канцелярии Лицея, далее в Курской палате гражданского суда, затем по ведомству государственных имуществ в Курской и Владимирской губерниях, вышел в отставку в 1863 году в чине надворного советника. В том же 1863 г. в Москве в типографии Августа Семена вышла книга «Драматические сочинения Александра Антоновича Шапошникова» (драма «Ложное положение» и две комедии: «Ложный взгляд» и «Неравный брак»). Позднее им были написаны ещё, по крайней мере, три пьесы: драма в пяти действиях «Сутяга», комедия в двух действиях «Неожиданное наказание» (1866) и комедия в четырёх действиях «По одёжке протягивай ножки»[3]. Известно, что пьеса «Неравный брак» ставилась в Курском областном драматическом театре им. А. С. Пушкина ещё в 1938 году, через полвека после кончины А. А. Шапошникова[4]. С 29 октября 1866 г.— присяжный поверенный при Московском окружном суде, входил в число первых 29 адвокатов в истории московской адвокатуры. Последние годы жизни провёл в своём имении в с. Горбово Рузского уезда. В 1880-81 г.г. — почётный мировой судья[5].
- Мать — Мария Герасимовна, урождённая Ткаченкова (около 1825-32 — после 1874), «дочь коллежского регистратора».
- Брат — Константин (19 мая 1852 г., Курск — 10 сентября 1917 г., Пенза), окончил юридический факультет Московского университета (1875) и Императорский Археологический институт, в начале 1890-х г.г исправлял должность председателя Томского губернского правления; с 1896 г. — в Баку, начальник Управления государственных имуществ по Бакинской губернии и Дагестанской области, с 1903 г. — в Пензе, начальник Пензенско-Симбирского управления земледелия и государственных имуществ, действительный статский советник (1903).
- Сестры — Мария (25 февраля 1857 г., Курск) и Анна (19 июля 1859, г. Короча Курской губернии; с 1887 г. замужем за коллежским секретарём Дмитрием Владимировичем Мурановым, земским начальником 3-го участка Рузского уезда).

### Детство и обучение
Первые годы жизни провёл в Курске. Далее жил по месту службы отца: в 1857 — 1860 г.г. в Короче, в 1860 — 1862 г.г. в Коврове, в 1862 — 1863 г.г. — во Владимире. Там же, очевидно, начал учёбу в гимназии.
В августе 1863 года, после переезда семьи в Москву, поступил в 3-й класс 4-й Московской мужской гимназии. Математику в ней преподавал известный педагог А. Ф. Малинин.
В 1868 году окончил гимназию с золотой медалью (с правом поступления в университет и, как медалист — с правом «на чин XIV класса при вступлении в гражданскую службу без различия прав состояния») и поступил на физико-математический факультет Московского университета. Был учеником председателя Московского математического общества А. Ю. Давидова; студентом третьего курса написал работу «О таутохронизме плоских кривых», удостоенную золотой медали.

### Преподавательская деятельность
Окончил Московский университет в 1873 году со степенью кандидата и был оставлен при кафедре математики. С 1880 года «состоял в Московском университете в качестве стороннего преподавателя по предмету энциклопедии математики», 13 июля 1882 года был утверждён в звании приват-доцента. Преподавал также в Константиновском межевом институте, в Коммерческом училище Р. К. Сливинского и на Высших женских курсах.
В 1876 году издал первую книгу — «Курс алгебры». В 1879 году представил и 11 октября 1880 года защитил диссертацию на степень магистра чистой математики: «Об интегрировании уравнений с полными дифференциалами и частными производными первого порядка», опубликованную в 1881 году в виде монографии.
С 16 августа 1884 года — доцент Императорского Московского технического училища, в 1886—1887 гг. — секретарь Педагогического совета, с 17 декабря 1890 года — сверхштатный профессор по кафедре математики.

В 1888 г. кафедру возглавил профессор Н. А. Шапошников (1851—1920), курсы лекций которого были для своего времени образцовыми, а составленные им учебные пособия долгое время являлись основными почти во всех технических вузах России.— Научные школы Московского государственного технического университета им. Н. Э. Баумана. История развития // Издано к 165-летию со дня основания МГТУ им. Н. Э. Баумана. – М., 1995
Одновременно, сразу по окончании университета, поступил 21 июля 1873 года на службу преподавателем математики «своей» 4-й Московской гимназии; прослужил в ней 14 лет и был уволен «согласно прошению» с 1 декабря 1887 года. На основании § 125 «Устава гимназий и прогимназий», принятого в 1871 году, после четырёх лет службы преподаватель гимназии ведомства народного просвещения утверждался в классе, «присвоенном должности», со старшинством со дня поступления на службу. Должность штатного преподавателя казённой гимназии соответствовала чину коллежского асессора. Одновременно те же самые четыре года службы в должности VІІІ класса давали необходимую выслугу для производства в следующий чин надворного советника; при этом допускалось дальнейшее — в соответствии с выслугой — производство преподавателя в чины, суммарно на три класса, с оставлением в прежней должности. Именно поэтому Н. А. Шапошников, окончив университет в 1873 году с правом на чин X класса (коллежский секретарь), очень быстро продвигался в чинах и уже в 1886 году был произведён в статские советники (V класс) со старшинством с 21 июля 1885 года.
Помимо службы в высшей школе и гимназиях он имел множество частных уроков, был одним из самых востребованных и высокооплачиваемых домашних учителей Москвы. Одна из его учениц, В. Н. Харузина, первая в России женщина — профессор этнографии, впоследствии вспоминала:

Он не только сам любил свой предмет, он заставлял любить его и своих учеников. Он объяснял удивительно ясно. Всё делалось понятным, всё занимало в голове подобающее ему место, мысли двигались в строгом порядке — и это было наслаждением для ума.
— Харузина В. Н. Прошлое: Воспоминания детских и отроческих лет. — М.: Новое литературное обозрение, 1999. — С. 403.
Около 1881 года он приобрёл имение в Коломенском уезде, в селе Семёновское, которое через несколько лет был вынужден продать. Однако старшие сыновья Н. А. Шапошникова успели поучиться в прогимназии (с 1884 года — гимназии) в Коломне, а учитель математики Коломенской мужской гимназии Н. К. Вальцов (чуть позже по рекомендации Н. А. Шапошникова сменивший его в 4-й московской гимназии) стал другом семьи и соавтором самого знаменитого задачника в истории русской школы. Сын Н. К. Вальцева, Владимир, впоследствии женился на дочери Н. А. Шапошникова — Вере.
В 1895 году Московское техническое училище было передано из Ведомства учреждений императрицы Марии в Министерство народного просвещения. «По случаю введения в действие с 1 января 1895 года нового Положения об Императорском Московском техническом училище», которым кафедра математики не предусматривалась, Н. А. Шапошников был уволен от должности профессора и назначен преподавателем математики.
В связи с награждением 4 мая 1896 года орденом Св. Владимира 4-й степени, он со всеми детьми был причислен к потомственному дворянству.
Педагог-новатор, Н. А. Шапошников неоднократно и весьма нелицеприятно критиковал современную ему систему преподавания, в том числе в печати. «Н. А. Шапошников со своими резко односторонними выступлениями не мог мирно жить с коллективом авторитетных деятелей высшей школы и педагогов-математиков средней школы и даже не мог ужиться в коллективе Московского высшего технического училища». Немедленно по выслуге 25 лет подал прошение об отставке; с 1 сентября 1898 г. уволен от службы «согласно прошению» с правом «носить мундирный полукафтан, последней должности присвоенный» и пенсией в размере полного оклада «за свыше 25-летнюю службу» (2742 руб. 45 коп. в год). Однако высочайший уровень преподавания никогда не подвергался сомнению; уже 10 октября 1898 года Учёный комитет Императорского Московского технического училища постановил: «чтобы не останавливать ход преподавания, ходатайствовать перед Высшим Начальством о приглашении Николая Александровича Шапошникова для преподавания математики в Училище». «Отставной статский советник» Н. А. Шапошников сразу же был принят преподавателем «по вольному найму»; лекционная нагрузка позволила ему получать дополнительно к пенсии 3600 руб. в год. Вместе с гонорарами за издание учебников годовой доход порой превышал 10000 руб.
В 1909 году Н. А. Шапошников окончательно оставил службу в Высшем техническом училище и вместе со второй семьёй покинул Москву. В 1914—1917 гг. жил в Режице Витебской губернии; «временно, в течение 3-х лет, с 1914 г., числился на бесплатной службе Почётным мировым судьёй Режицкого уезда, директором местного тюремного комитета, и там же исполнял бесплатно обязанности председателя нескольких комитетов, как-то отделения Романовского комитета, Константино-Еленинского Братства и нескольких комитетов по сборам на нужды армии».
С 1917 года, когда учебные заведения были эвакуированы из западных губерний, жил в Геленджике, служил преподавателем в женской гимназии. В сентябре 1918 года крупнейшим русским электротехником, создателем телевизионной электронно-лучевой трубки Б. Л. Розингом был приглашен в Екатеринодар и занял кафедру математики в Северо-Кавказском политехническом институте. Когда 23 февраля 1919 года в деникинском Екатеринодаре был «открыт» (на основе СКПИ) Кубанский правительственный политехнический институт, стал его ректором вместо Б. Л. Розинга, «скомпрометированного сотрудничеством с красными». Б. Л. Розинг и Н. А. Шапошников и поныне почитаются в Краснодаре как «отцы-основатели» КубГТУ.
Умер 24 февраля 1920 года в Екатеринодаре от тифа и был похоронен на местном Всехсвятском кладбище.

## Основные труды
- «Курс алгебры и собрания алгебраических задач» (1876).
- «Курс прямолинейной тригонометрии и собрание тригонометрических задач» (1880; одобрен Комитетом Министерства народного просвещения и удостоен премии Петра Великого; до 1917 выдержал, по меньшей мере, 22 издания).
- «Интегрированіе уравненій съ полными дифференціалами и частными производными перваго порядка». / Математический сборник, 1881, № 9:4, с. 627—804.
- «Арифметика целых чисел» (1881).
- «Основания общей арифметики и алгебры» (1886).
- «Введение в алгебру» (1887; с 1890 издавался в двух частях: ч. 1 — для III и IV класса гимназий, ч. 2 — для старших классов гимназий и реальных училищ, под названием «Учебник алгебры, приспособленный к новым программам средних учебных заведений», к 1918 выдержал 11 изданий).

Этот курс алгебры отличался таким методическим совершенством, что из него, как из геометрии Евклида, нельзя изъять ни одного предложения.
- «Краткое руководство арифметики, объединенной с методикой и систематическим сборником типических задач для гимназии» (1888; ч. 1 — Арифметика целых чисел, ч. 2 — Арифметика дробных чисел, ч. 3 — Общие способы решения арифметических задач).
- Воспоминания (1856—1870. Учение автора в Четвёртой московской гимназии. А. Ф. Малинин и К. П. Буренин как преподаватели математики, их взаимоотношения с учащимися). / В кн.: Памяти Александра Федоровича Малинина. — М., 1888, с. 50-60.
- «Дополнение элементарного курса математики и введение в высший математический анализ» (1892).
- «Методически обработанный сборник алгебраических задач с текстом общих объяснений и разнообразными практическими указаниями» (1887—1890; совместно с Николаем Константиновичем Вальцовым. В последующем издавался также как «Сборник арифметических задач с изложением всех главных определений и правил и с объяснением образцовых способов решения задач». В 1891 одобрен Комитетом Министерства народного просвещения, удостоен премии Петра Великого).
- «Опыт математического выражения понятий и выводов этики» (1896).
- «Новый курс алгебраической прямолинейной тригонометрии» (1904).
- «Дифференцио-дифференциальные соотношения и их применение в общем методе интегрирования уравнений с частными производными» (1907).
- «Основной курс математического анализа» (1904-11?).
- «Основы дифференциального и интегрального исчисления с приложением к геометрии» (1904-11).
- «Основания теории детерминантов» (1907).
- «Основания арифметики и алгебры» (1909).
- «Руководство арифметики для преподавателей и учащихся старшего возраста» (1911).
- «Критические заметки по вопросам математики в связи с преподаванием её» (1912).

Широкий обзор как научных достижений Н. А. Шапошникова, так и его методико-педагогических трудов дан в статье Р. С. Исмагилова и В. Я. Томашпольского.

## Оценки жизни и творчества
Николай Александрович Шапошников был крупнейшим русским методистом-математиком XIX века. Созданные им учебники, задачники и другие учебные пособия по арифметике, алгебре, тригонометрии и математическому анализу несколько десятилетий использовались практически во всех средних и высших учебных заведениях России и СССР. К нему самому в полной мере могут быть применены слова, сказанные им когда-то о своём учителе Александре Фёдоровиче Малинине:
С одной стороны, мы стоим лицом к лицу с фактом резкой критики, которой подвергались, и притом неоднократно, все сочинения… – С другой перед нашими же глазами факт чрезвычайно быстрого, сравнительно громадного успеха этих сочинений, их повсеместного распространения на всём пространстве нашего обширного отечества. …С одной стороны, нет в России автора математических сочинений, который в равной степени… подвергался бы нападкам со стороны как компетентной, так и невежественной критики. С другой стороны, нет в России и уголка, где бы эти самые сочинения хотя бы частью не руководили бы математическим образованием юношества.
Особенно прославился составленный совместно с Н. К. Вальцовым гимназический задачник по алгебре, использовавшийся в гимназиях и советских школах более 70 лет и выдержавший, по меньшей мере, 52 издания.
Такого долгожительства не знал ни один другой учебник в нашей стране. ...Книга Н.А.Шапошникова и Н.К.Вальцова была единственным массовым учебником, унаследованным в СССР от царской системы народного образования.
Ученые Московского высшего технического училища А.В.Летников, Н.А.Шапошников, П.К.Худяков, А.П.Сидоров, А.П.Гавриленко, В.И.Гриневицкий и др. создали русскую систему высшего технического образования, основанную на тесной связи глубокого теоретического обучения с практическими занятиями, проводимыми в производственных мастерских и лабораториях. Эта система получила широкое признание за рубежом как «русские методы обучения» и была отмечена высшими премиями и наградами на международных выставках (в Филадельфии – 1867 и в Париже – 1900).

## Награды
- орден Св. Станислава 3-й ст. (31.12.1876)
- орден Св. Анны 3-й ст. (29.12.1882)
- орден Св. Станислава 2-й ст. (01.01.1887)
- орден Св. Анны 2-й ст. (26.12.1891)
- орден Св. Владимира 4-й ст. (04.05.1896)
- медали «В память царствования Императора Александра III» на Александровской и «В память коронации Императора Николая II» на Андреевской ленте.

## Семья
- Жена — Александра Ивановна, урождённая Петрова (9 апреля 1849 года, Москва — 1935, Москва), дочь Ивана Сергеевича Петрова (около 1806—1850), помощника столоначальника Московской градской шестигласной думы, коллежского секретаря. Окончила женские курсы при 2-й московской мужской гимназии («Лубянские»), содержала в Москве частное учебное заведение 3-го разряда для обучения детей обоего пола. В 1890 г. издательством книжного магазина В. В. Думнова (постоянного издателя Н. А. Шапошникова) был издан учебник в двух частях по элементарной арифметике «по системе и под редакцией Н. А. Шапошникова», подписанный инициалами «А. И. Ш.» и практически наверняка принадлежавший перу Александры Ивановны Шапошниковой[14]. В начале 1890-х г.г. супруги Шапошниковы разошлись; Николай Александрович отказывался без судебного решения (состоявшегося только в 1905 г.) содержать Александру Ивановну, не дававшую ему развода, но регулярно помогал младшим детям, ещё не имевшим самостоятельного заработка.

Дети:
- Александр (17 марта 1872 — 1940), в 1910-х г.г. учитель физики и математики в мужской и женской гимназиях г. Пернов Лифляндской губернии, надворный советник. Издал несколько учебников по математике, а также книгу «Основы математической методики. Обзор учебного материала, связанного с элементарной калькуляцией» (М.-Л., 1930).
- Надежда (23 мая 1873). Замужем за подпоручиком запаса Иваном Сергеевичем Дмитриевым.
- Ольга (18 октября 1874), зубной врач. Замужем за Александром Эрастовичем Бергом (с 1914 г. сменившим немецкую фамилию на «Горов»), офицером Московского окружного интендантского управления, в 1917 г. — полковником, корпусным интендантом 39-го армейского корпуса 8-й армии. Их сын, Эраст Александрович Горов (1909 — 2007) — известный советский военный инженер, инженер-полковник, доктор технических наук, заслуженный деятель науки и техники РСФСР.
- Николай (6 декабря 1875 года), рано умер, впоследствии никогда и нигде не упоминался.
- Вера (11 июня 1876 года), умерла «2-х часов от роду, от слабости».
- Николай же (15 июля 1878 г. — 1939), известный русский и советский экономист, заместитель директора Конъюнктурного института Н. Д. Кондратьева, руководитель экономической части проекта Днепростроя.
- Константин (9 апреля 1880 — 1957), учитель математики женских гимназий: 1-й и 5-й Московских ведомства учреждений императрицы Марии и частной гимназии Алексеевой, надворный советник. В 1918—1930 г.г. профессор Иваново-Вознесенского политехнического института по кафедре теоретической физики, в 1924—1930 г.г. — зав. кафедрой физики Ярославского педагогического института; один из пионеров квантовой теории в СССР.
- Вера же (8 сентября 1881 — 1939), в 1925 г. — сотрудник МОНО, впоследствии — преподаватель математики Центральной музыкальной школы (ЦМШ) при Московской консерватории. Замужем за Владимиром Николаевичем Вальцовым[15], старшим сыном покойного соавтора отца.
- Борис (14 ноября 1882 — 14 февраля 1920, с. Княжеское Ковровского уезда Владимирской губернии), в 1907 году окончил естественное отделение физико-математического факультета Московского университета, магистр зоологии (1916), преподаватель математики, естествознания и географии в московской 3-й женской гимназии, надворный советник. 22 октября 1919 года избран профессором вновь создающегося Ветеринарного института по кафедре эмбриологии и сравнительной анатомии. Умер от тифа в экспедиции по борьбе с эпизоотиями.
- Владимир (1884 — 1968), крупнейший советский микробиолог, академик АН СССР.
- Анна (5 января 1886 — 1956). В семье её, как и младшую сестру Н. А. Шапошникова Анну Александровну, звали «Галей» (её дед, Александр Антонович Шапошников, родился и вырос на Украине, где имя «Галя» используется как уменьшительное от имени «Ганна», т.е. Анна), поэтому в целом ряде документов, в частности, судебных, малолетняя Анна Николаевна Шапошникова иногда именуется «Галиной».
- Вадим (15 октября 1887 — после 1918), окончил Серпуховскую гимназию и юридический факультет Московского университета (1912), служил в 1-м департаменте Правительствующего Сената. В 1918 г. делопроизводитель личного состава Главного сахарного комитета ВСНХ при СНК РСФСР.

Примерно с 1905—1906 г. Н. А. Шапошников жил в фактическом браке с А. В. Ломакиной, в 1906 у них родился сын. Анна Васильевна Ломакина родилась в 1876 г. в Москве, окончила там же немецкую гимназию, затем курсы иностранных языков в Берлине, преподавала немецкий и английский языки в гимназии. В 1922, после смерти Н. А. Шапошникова, его вторая супруга заведовала канцелярией технологического факультета Кубанского политехнического института, позже преподавала немецкий язык.
По подсчётам исследовательницы его жизни и творчества Е. Р. Шапошниковой, имел 26 внуков и 47 правнуков.

## Круг общения
Одним из поручителей на венчании Н. А. Шапошникова и А. И. Петровой (18 апреля 1871 года, московская церковь Феодора Студита, что за Никитскими воротами) был Сергей Губонин, впоследствии крупный виноторговец, купец 1-й гильдии, почётный попечитель Вифанской духовной семинарии (до 1884), сын известнейшего российского предпринимателя, крупнейшего строительного подрядчика и железнодорожного промышленника Петра Иовича Губонина.
В 1880-х г.г. Н. А. Шапошников, очевидно, в связи с приобретением имения Семёновское, оформлял несколько ссуд в Московском земельном банке. Его давний соученик по физико-математическому факультету, знаменитый меценат и высокопоставленный сотрудник банка И. Е. Цветков, был в 1882 и 1884 г.г. восприемником сыновей Н. А. Шапошникова Бориса и Владимира.